# كشافة تونسية
الكشافة التونسية هي منظمة تربوية شبابية تونسية تتجه إلى الذكور والإناث معا. وقد اعترف
بها كمنظمة ذات المصلحة الوطنية بمقتضى الأمر 182-77 المؤرخ في 16 فيفري 1977.
ظهرت منظمة «الكشافة التونسية» غداة المؤتمر التوحيدي الذي انعقد بالعاصمة التونسية في 1 جويلية 1956، وشارك فيه ممثلون عن أربع جمعيات كشفية تونسية هي: الكشافة الإسلامية التونسية، كشاف تونس، الاتحاد الكشافي الإسلامي، كشاف الرجاء. أصبحت عضوا بالمنظمة الكشفية العربية منذ سنة 1956، ووقع الاعتراف بها من قبل المنظمة العالمية للحركة الكشفية في 1 ديسمبر 1957. كما أنها عضو مؤسس للاتحاد الكشفي للمغرب العربي منذ سنة 1959. يحمل شعارها عبارة «كن مستعدا» وهو يتمثل في زهرة الزنبق ذات لونين الأحمر والأبيض الذين يشكلان لوني العلم التونسي يحيط بها حبل اسفله عقدة مربعة

## نبذة تاريخية

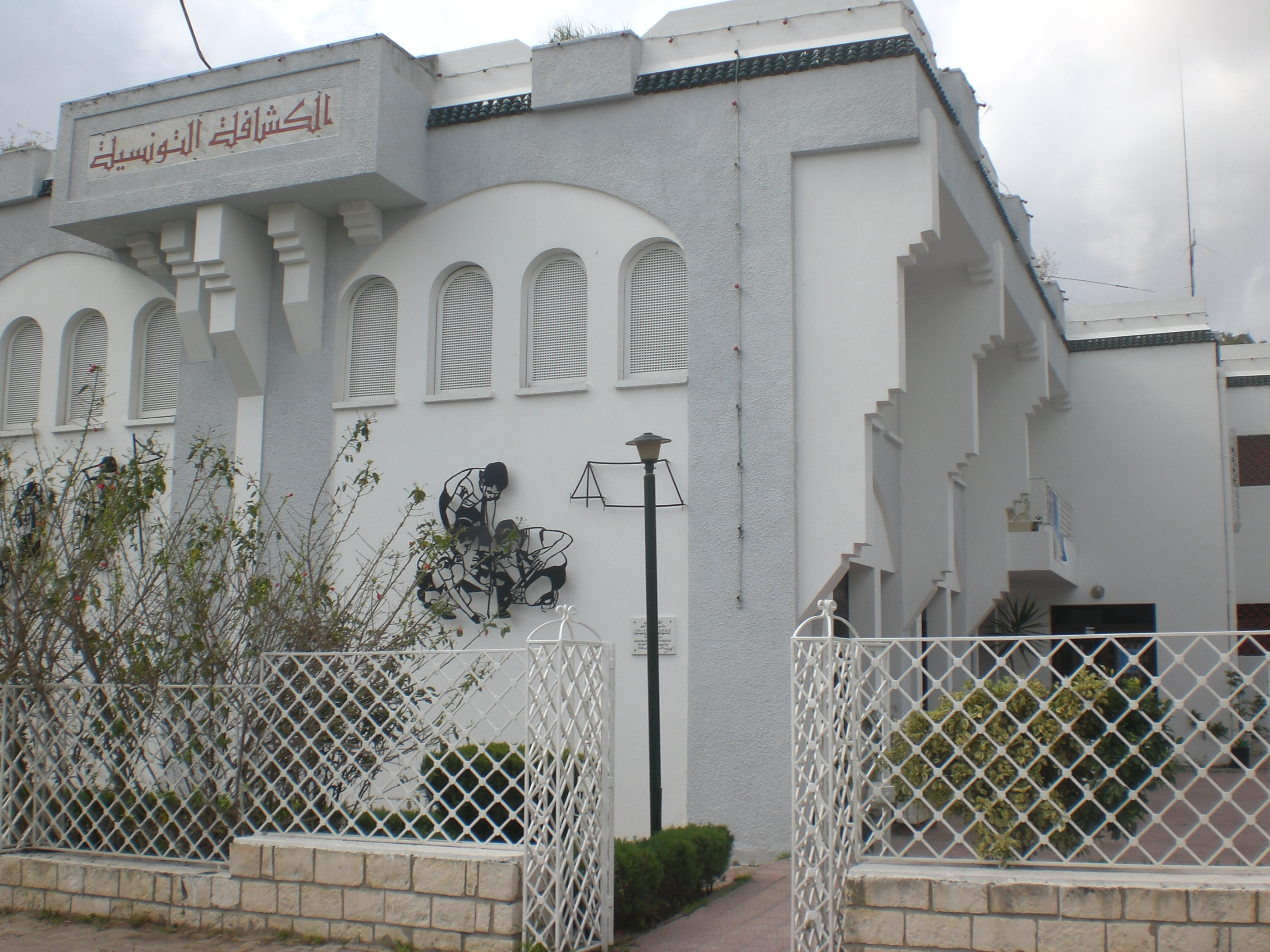
المقر المركزي للكشافة التونسية بشارع يوغرطة بالعاصمة

يعود تأسيس أقدم جمعية كشفية تونسية إلى سنة 1933، وهي الكشاف المسلم التونسي، وقد وقع الاعتراف بها بتاريخ 5 مارس 1934. غير أن سنة 1936 شهدت تأسيس جمعيات كشفية تونسية أخرى: كشافة الخضراء، جمعية الهلال الكشفي، ثم في 1937 تأسس كل من الاتحاد الكشافي التونسي والكشاف الملي التونسي، جمعية النجم الكشفي، كشافة الساحل بالمنستير، كشاف الجنوب بصفاقس، ثم في سنة 1938 كشافة النصر. غير أن هذه الجمعيات كانت متفاوتة من حيث أهميتها العددية ونشاطها وإشعاعها. وقد ساهمت بعضها بفعالية في أحداث 9 أفريل 1938، فوقع إجبارها جميعا على الانضواء تحت لواء الجمعيات الكشفية الفرنسية. برزت خلال الحرب العالمية الثانية كشافة الخضراء كأهم جمعية من حيث عدد منخرطيها وقربها من المنصف باي، ولكن خلال النصف الثاني من الأربعينات هيمنت على الساحة الكشفية التونسية الجمعيات الأربع المذكورة وأهمها '«الكشافة الإسلامية التونسية'» التي أعلنت في يوليو 1947 وكانت نتيجة اندماج جمعيتين سابقتين هما الكشاف المسلم التونسي وكشاف تونس، وكان وراء ذلك القائد المنجي بالي، إلا أنه لم تمر إلا بضعة أشهر حتى عادت جمعية كشاف تونس إلى النشاط ومن أهم قادتها مصطفى النابلي الذي كان يعمل كاهية مدير إدارة الشباب ومحمد الطرابلسي.

قام الكشافون التونسيون بدور كبير في ردود الفعل على موجة الاعتقالات التي طالت الوطنيين التونسيين منذ مطلع سنة 1952، فأوقف نشاط الحركة الكشفية بتاريخ يونيو 1952. ولم يسمح لها بالنشاط من جديد إلا في أغسطس 1954.

في 1956، وبعد الاستقلال تم تأسيس الكشافة التونسية والتي مازالت تنشط إلى اليوم، وتعد الأكبر في البلاد، وفي 1957 أصبحت عضوة في المنظمة العالمية للحركة الكشفية، وكذلك عضوة في الإقليم الكشفي العربي.

توقف نشاط الكشافة التونسية فيما بين 1965 و1972 حيث أدمج الكشافون التونسيون وكذا بقية الجمعيات الشبابية التونسية حينها قصرا في اتحاد منظمات الشباب التابع عضويا إلى الحزب الاشتراكي الدستوري الحاكم تحت مسمى أشبال الجمهورية.

### توحيد الكشافة
في 10 و17 و24 يونيو 1956، عقدت مؤتمرات جهوية للجمعيات الكشفية التونسية لتحديد مصيرها. ثم في 1 يوليو 1956، قرر مؤتمر الوحدة الكشفية التونسية الذي انعقد بحضور ممثلي كافة الجمعيات الكشفية في البلاد، إدماج هذه المنظمات في منظمة واحدة تسمى الكشافة التونسية. بعد هذا القرار، قرر كاتب الدولة للشباب والرياضة عزوز الرباعي حل 11 منظمة كشفية تونسية ودمجها في الكشافة التونسية. 

الجمعيات المنحلة والمكونة للكشافة التونسية هي: كشاف تونس، كشاف الرجاء، الاتحاد الكشافي الإسلامي، الكشافة الإسلامية التونسية، الهلال الكشافي التونسي، الاتحاد الكشافي الإفريقي، الاتحاد الكشافي التونسي، فرع الكشافة لجمعية المكارم، فرع الكشافة للملعب التونسي، فرع الكشافة للشبان المسلمين، الدليلات التونسيات.

## هياكلها
■ المجلس الأعلى: هيكل رقابي شامل، ينتخب القائد العام ويصادق على تركيبة القيادة العامة ويراقب نشاطها ونشاط مختلف الأقسام واللجان والجهات من الناحيتين الفنية والمالية، ويعمل على ضمان حسن تنفيذ توصيات المؤتمر الوطني، ويتخذ التدابير اللازمة لتنفيذ تلك التوصيات هبر مقررات يصدرها في دوراته العادية أو الإستثنائية.
وينعقد المجلس الاعلى مرتين خلال الموسم الكشفي وفق الموعد الذي يضبطه رئيسه، بالتشاور مع القائد العام،
يرتكّب المجلس الأعلى من:
1- القائدات والقادة المنتخبون في المؤتمر الوطني طبقا للعدد المحدد من قبل المجلس.
2- القادة والقائدات المنتخبون جهويا بحساب قائد أو قائدة وحدة عن كلّ جهة.
3- القائد العام وأعضاء القيادة العامة.
4- قادة الجهات.
5- كلّ قائدة أو قائد منتخب في هيئة كشفية إقليمية أو دولية.
6- كلّ من باشر خطة قائد عام أو رئيس المجلس الأعلى
7- قادة ممثلون عن قسم الرواد طبقا للعدد ووفقا للاجراءات التي يحددها النظام الداخلي.
■ مجلس الشرف الوطني: هيكل كشفي يتكون من ثلاثة قادة ينتخبهم المجلس الأعلى من بين أعضائه، ويشرف على تنظيم عمل هيئة المحكمين الكشفيين المكلفة بفض النزاعات الكشفية ممارسة السلطة التأديبية على المنخرطين وفقا لمبدأ التحكيم كما يشرف المجلس على عملية إسناد وسام الاستحقاق الكشفي وباقي الاوسمة المحدثة طبقا لنظام اجراءات يصادق عليه المجلس الأعلى.
■ لجنة المراقبة المالية: تعتبر لجنة المراقبة المالية بالمجلس الأعلى لجنة ذات طابع استشاري تتكون من ثلاث أعضاء منتخبين من ظاخل المجلس الأعلى وتنحصر مهمتها في:
•مراقبة الإنفاق وتتّبعه بالنسبة إلى القيادة العامة وإلى الجهات والأفواج.
•إبداء الرأي في التقارير الماليّة للقيادة العامة وللجهات.
•دراسة التقارير الماليّة المعروضة على المجلس الأعلى وإبداء رأي قانونيّ بشأنها.
•تقترح على القيادة العامة إصدار نصوص ترتيبيّة متعلقة بمهمة المراقبة المالية في الجهات والافواج.
■ القيادة العامة: هيكل تنفيذي وطني يسّير المنظمة وينسق الأنشطة بين مختلف هياكلها الوطنية والجهوية والمحلية وينفّذ التوصيات الصادرة عن المؤتمر الوطني وعن المجلس الأعلى فهي مسؤولة عن التسيري الإداري للمنظمة وعلى تمثيلها لدى مختلف الهيئات الحكومية والمؤسسات العامة
وعلى تنفيذ الالتزامات القانونية للمنظمة وأمام المحاكم عند الاقتضاء.
ترتكّب القيادة العامة من قائد عام، ينتخبه المجلس الأعلى، ومن هيئة يختار تشكيلتها القائد العام لموسم كشفي واحد على الأقل، في حدود خمسة وعشرين عضوا، ويكون نصفهم على الأقل من بين الأعضاء المنتخبين في المجلس الاعلى.
ويعرض القائد العام تشكيلة القيادة العامة، مع بيان الخطط المسندة لكلّ عضو، على أنظار المجلس الأعلى.
■ الجهة: هيكل كشفي تنفيذي على مستوى الحدود الترابي للولاية، يقوده قائد للجهة، ينتخبه المؤتمر الجهوي ويختار قيادة جهة تسهر معه على حسن سير النشاط الكشفي بالجهة.
■ الفوج: هيكل كشفي محلي يشرف على عدد من الوحدات الكشفية وينسق بينها إداريا ويضع الفوج البرامج الكفيلة بتنمية أنشطة وحداته، ويوفٰر لها الدعم المالي ويسهر على تحسين الظروف
المادية الملائمة للإحاطة بالناشئة ومشاركتهم في الأنشطة الرتبوية للمنظمة.
■ الوحدة: هي الخلية الأساسية للعمل التربوي والفضاء الطبيعي لتنمية القدرات وصقل المواهب واحتضان الأطفال والشبان الكشافين حسب الجنس والفئة العمرية وتسمى أقسام فنية وذلك على النحو التالي:
1- قسم العصافير: يضمّ المنخرطين من الأطفال، ممّن تتراوح آعمارهم بين خمس (5) وسبع (7) سنوات.
2- قسم الزهرات: يضمّ المنخرطات ممّن تتراوح أعمارهنّ بين سبع (7) سنوات واثنتي عشرة (12) سنة.
3- قسم الأشبال: يضمّ المنخرطين ممّن تتراوح أعمارهم بين سبع (7) سنوات واثنتي عشرة (12) سنة.
4- قسم المرشدات: يضمّ المنخرطات الفتيات ممّن تتراوح أعمارهنّ بين اثنتي عشرة (12) وسبعة عشر (17) سنة.
5- قسم الكشّافة: يضمّ المنخرطين الفتيان ممّن تتراوح أعمارهم بين اثنتي عشرة (12) وسبعة عشر (17) سنة.
6- قسم الدليلات: يضمّ المنخرطات ممّن تتراوح أعمارهنّ بين سبعة عشر (17) وثلاثة وعشرين (23) سنة.
7- قسم الجوّالة: يضمّ المنخرطين الفتيان ممّن تتراوح أعمارهم بين سبعة عشر (17) وثلاثة وعشرين (23) سنة.
8- قسم الروّاد والأحبّاء: يضمّ روّاد الحركة الكشفيّة وأحبّاءها من الجنسين.

## منشوراتها الدورية
مجلة «السبيل» التي بدأ صدورها سنة 1947.
نشرية «الكشفية».
نشرية «دائما مستعد» وتصدر عن قسم الرواد

## أهدافها
تهدف الكشافة التونسية إلى تربية الناشئة والشباب من الجنسين، اعتمادا على مبادئ الحركة الكشفية والحركة الإرشادية في العالم وحسب طريقتهما وأساليبهما التربوية بما يتماشى وواقع المجتمع التونسي، وهي بذلك تساعدهم على تنمية قدراتهم الروحية والعقلية والجسمية والاجتماعية وتجذر فيهم القيام بالواجب نحو الله ـ نحو الذات ـ نحو الاخرين - بما يؤهلهم ليكونوا مواطنين مسؤولين.

## مبادئها
- الواجب نحو الله.
- الواجب نحو الآخرين.
- الواجب نحو الذات.

## مقالات ذات صلة
- الكشافة في تونس
- المنجي بالي

## روابط خارجية
- الموقع الرسمي للكشافة التونسية.

## بيبليوغرافيا
- الحبيب بلعيد، تاريخ الحركة الكشفية التونسية: المصادر وبعض المسائل المنهجية، مجلة روافد، العدد التاسع، ص 135-152، 2004.
- رشيد رحومة، 'تاريخ الحركة الكشفية بتونس، الجزء الأول 1916-1956، منشورات وحدة الإعلام بإدارة الشباب، تونس، ط1، يونيو 1984.
- محمد ضيف الله، الحركة الكشفية التونسية بعد الحرب العالمية الثانية، المجلة التاريخية المغاربية، عدد 67-68، ص 363-391، 1992.
- محمد ضيف الله، الحركة الكشفية التونسية، الموسوعة التونسية، مؤسسة بيت الحكمة، تونس.
- عبد المجيد المسلاتي، تاريخ المنظمات الشبابية التونسية، دار سراس للنشر، تونس، 1989.
- عز الدين عزوز، L’histoire ne pardonne pas, Tunisie 1938-1969، باريس-تونس، 1988.
- الحبيب بلعيد، Les mouvements scouts en Tunisie dans les années trente، في، Les mouvements politiques et sociaux de Tunisie des années 1930، وقائع الندوة الثالثة حول تاريخ الحركة الوطنية (مايو 1985)، الصفحات 713–741، تونس، 1987.